# سلسلة جبال غالاتين
جبال غالاتين، هي سلسلة جبلية تنتمي لسلسلة جبال الروكي، تقع ضمن ولايتي مونتانا ووايومنغ الأمريكيتين. وتمتد على مساحة 121كم وعرض متوسطه 32كم وتتضمن السلسلة أكثر من عشرة جبال بعلو يفوق 3000 متر. أعلاها قمة الكتريك 3343 متر. سمية السلسلة باسم ألبرت غالاتين، وزير الخزانة الأمريكي صاحب أطول فترة خدمة.

## جغرافيا
تقع السلسلة ضمن غابة جالاتين الوطنية وتشكل جبالها الجنوبية القسم الشمالي الغربي من متنزه يلوستون الوطني، بينما يقع طرفها الشمالي بالقرب من ليفينغستون ويفصلها عن سلسلة جبال بريدجر ممر بوزمان، بينما يتدفق نهر يلوستون على جانبها الشرقي الشمالي، وتتوازا معها سلسلة جبال ماديسون في الغرب.
تمثل السلسلة جزءا لا يتجزأ من النظام الإيكولوجي لحديقة يلوستون الوطنية حيث يعيش الدببة والذئاب، وغيرها من الأنواع والفصائل المهددة بالانقراض والمعرضة للخطر.

### غابات غالاتين المتحجره
توجد ضمن سلسلة غالاتين، غابة متحجرة تعد من أكبر الغابات المتحجرة التي تعود لحقبة الأيوسين.

## معرض الصور

منظر بانورامي من هضبة بلاكتايل، متنزه يلوستون الوطني.

منظر من بوزمان، مونتانا لحدث شروق الشمس على سلسلة جبال غالاتين